# Planetary Confinement
Planetary Confinement — третій студійний альбом англійської групи Antimatter, який був випущений 26 липня 2005 року.

## Композиції
| #  | Назва                                               | Тривалість |
| -- | --------------------------------------------------- | ---------- |
| 1. | «Planetary Confinement» (D.Patterson)               | 1:33       |
| 2. | «The Weight of the World» (M.Moss)                  | 4:45       |
| 3. | «Line of Fire» (D.Patterson)                        | 6:28       |
| 4. | «Epitaph» (M.Moss)                                  | 4:11       |
| 5. | «Mr. White» (Trouble)                               | 4:07       |
| 6. | «A Portrait of the Young Man as an Artist» (M.Moss) | 4:54       |
| 7. | «Relapse» (D.Patterson)                             | 5:03       |
| 8. | «Legions» (M.Moss)                                  | 7:24       |
| 9. | «Eternity Part 24» (D.Patterson)                    | 8:45       |

## Склад
- Мік Мосс — Акустична гітара, вокал
- Рейчел Брюстер — Скрипка
- Стівен Хьюз — бас-гітара
- Кріс Філліпс — Барабани
- Сью Маршалл — вокал